# Templo de Zeus Olímpico (Agrigento)

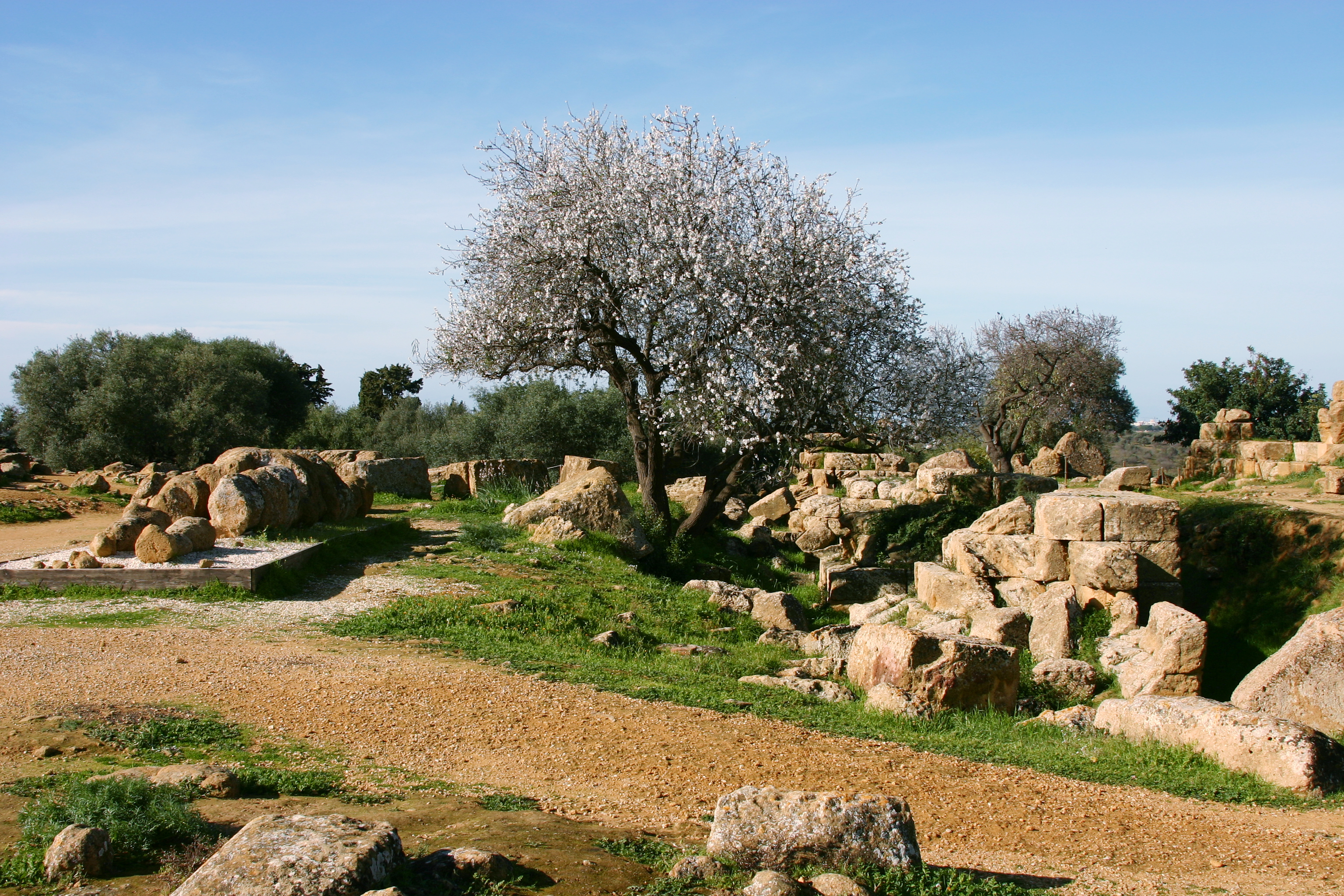
Ruínas do Templo

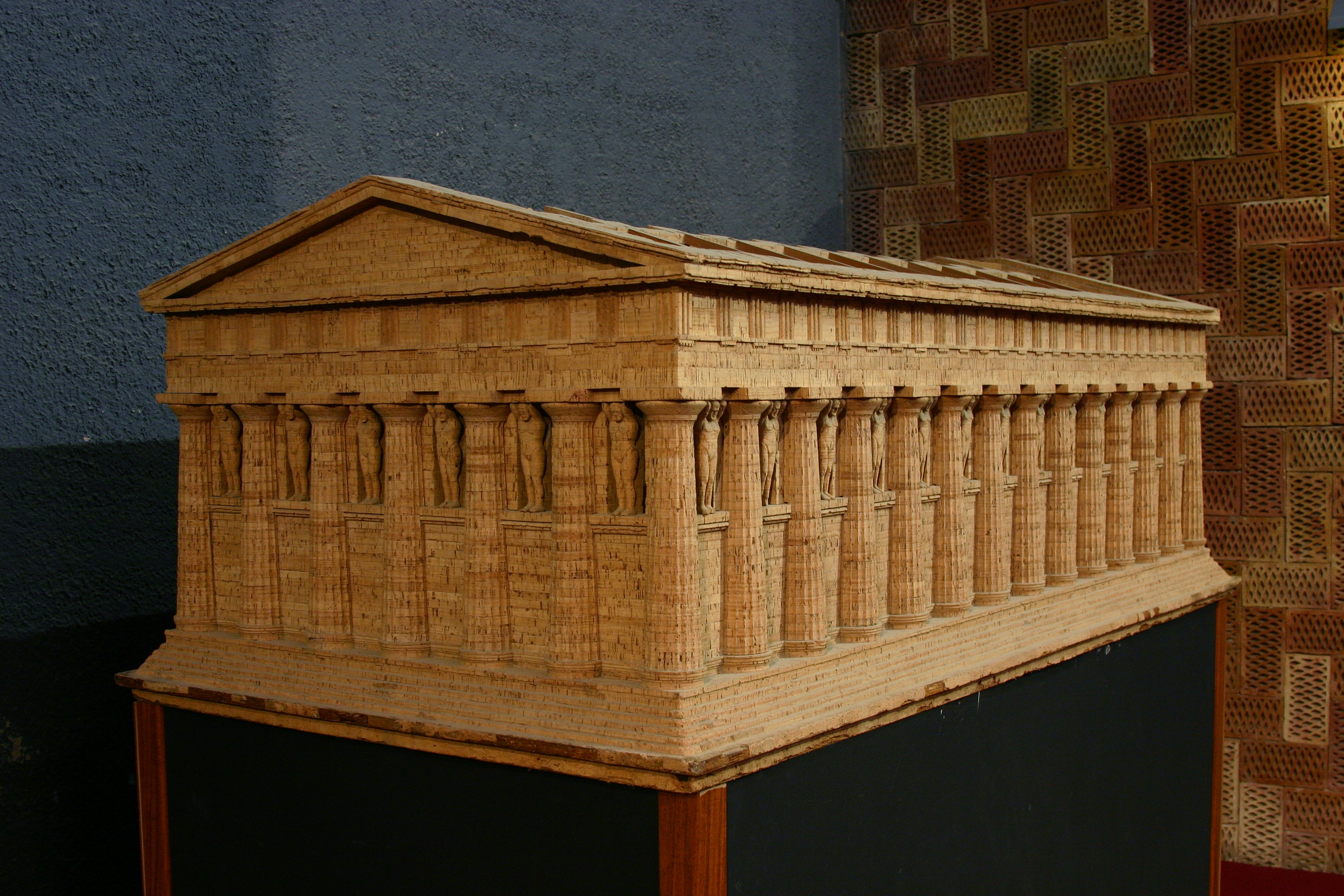
Reconstrução conjetural

Nota: se procura o templo de mesmo nome em Atenas consulte Templo de Zeus Olímpico
O Templo de Zeus Olímpico de Agrigento, na Sicília, foi o maior templo da ordem dórica jamais construído na área de influência da Grécia Antiga, mas não chegou a ser terminado.
Sua origem é obscura, parece ter sido projetado para comemorar a Batalha de Hímera (480 a.C.), quando as cidades gregas de Ácragas (Agrigento) e Siracusa derrotaram os cartagineses comandados por Amílcar Barca. De acordo com Diodoro Sículo as obras foram iniciadas usando-se escravos cartagineses. Escritores antigos falam pouco dele, embora tenham admirado suas vastas proporções.
Ainda de acordo com Diodoro ele nunca foi terminado porque os cartagineses em seguida conquistaram a cidade. Nos séculos seguintes a estrutura foi desmantelada por terremotos e no século XVIII foi saqueado para retirada de material para outras construções. O que permanece hoje é apenas sua plataforma e alguns pilares desfeitos.
O que resta nas ruínas não permite uma visualização clara do que teria sido se fosse completado. Mas as dimensões da área delimitada impressionam: 112,70 x 56,30 m e uma altura estimada em até cerca de 20 m. Sua fachada era dividida por sete pilastras, com portas laterais de acesso e nenhuma central. No comprimento havia 14 pilastras. Ao contrário do uso arquitetônico da época, ele não possuía colunas livres porque o enorme peso da entablamento exigiu a ereção de uma parede contínua para seu suporte. A arquitetura desse edifício também mostra originalidade na presença de colossais atlantes, até então desconhecidos na arquitetura grega.
A cela do templo era delimitada por 12 pilastras de cada lado, e seu interior deve ter sido inspirado em edifícios fenícios e cartagineses, com seu átrio com uma tripla série de pilares, e com o teto aberto para o céu no centro. O lado leste possuía uma decoração com relevos da Gigantomaquia, e o lado leste a história da queda de Troia.